# Eustala vegeta
Eustala vegeta är en spindelart som först beskrevs av Eugen von Keyserling 1865.  Eustala vegeta ingår i släktet Eustala och familjen hjulspindlar. Inga underarter finns listade i Catalogue of Life.